# Salvaterra do Extremo
Salvaterra do Extremo is een plaats (freguesia) in de Portugese gemeente Idanha-a-Nova en telt 203 inwoners (2001).